# Mosalsk
Mosalsk (ruso: Моса́льск) es una ciudad rusa, capital del raión homónimo en la óblast de Kaluga.
En 2021, la ciudad tenía una población de 4234 habitantes. En su territorio no hay pedanías.
Se ubica unos 80 km al oeste de la capital regional Kaluga, sobre la carretera que lleva a Bariátino.

## Historia
Se conoce la existencia de la localidad en documentos desde 1231, cuando se menciona como la ciudad de "Masalsk" en el principado de Chernígov. Posteriormente, en el siglo XV Mosalsk llegó a ser sede de su propio principado, vinculado al Gran Ducado de Lituania. Pasó a control ruso en 1493, cuando fue ocupada por las tropas de Iván III de Rusia. En 1776 pasó a ser sede de su propio uyezd, desde 1796 en la gobernación de Kaluga. Se desarrolló notablemente en el siglo XIX como parada de mercancías en el camino de Kaluga a Smolensk. La Unión Soviética mantuvo su estatus de capital distrital, al establecer aquí en 1929 uno de los raiones de la Óblast Occidental.